# 콜레구
콜레구(Kole)는 우간다의 구로 행정 중심지는 콜레이며 인구는 231,900명(2012년 기준)이다. 행정 구역상으로는 북부 주에 속한다. 동쪽으로는 리라 구, 남쪽으로는 아파크 구, 서쪽과 북쪽으로는 오얌 구와 접한다.

## 같이 보기
- 북부주 (우간다)
- 우간다의 행정 구역